# Ермилово (Удмуртия)
Ерми́лово — деревня в Балезинском районе Удмуртии, входит в Исаковское сельское поселение

## География
Деревня находится у истока реки Кернюр, южнее центра сельского поселения — деревни Исаково (примерно в 2 километрах).

## История
Деревня, как населенный пункт, исчезла приблизительно в середине 1970-х, в результате политики укрупнения населённых пунктов. В конце 1990-х наметилось возрождение деревни, практически все старые дома были вывезены, начали строиться новые дома.

## Население
| 2008 | 2010 | 2012 | 2014 |
| ---- | ---- | ---- | ---- |
| 10   | ↘0   | →0   | ↗1   |

В деревне было всего две фамилии — Перевощиковы и Захаровы.

## Достопримечательности
Раньше в деревне была небольшая плотина, которая создавала небольшой пруд. В плотине была сделана деревянная клеть, через которую шёл поток воды. Летом жители пользовались ей как душем.
Рядом с деревней имеются небольшие холмы, поросшие ельником с характерным рисунком.